# Iulian Rădulescu
Iulian Rădulescu (n. 29 septembrie 1938, Goicea, România – d. 12 ianuarie 2017, Sibiu, România) a fost un conducător al romilor, care s-a autoproclamat în anul 1993 ca „Împărat al rromilor de pretutindeni”.

## Biografie
Iulian Rădulescu (cunoscut ca "Rex Mundi" in cadrul lojii masonice "Curcubeul de Cupru") s-a născut în anul 1938. A absolvit la seral cursurile Grupului Școlar Agricol din cadrul penitenciarului Aiud, promovându-și examenul de bacalaureat în anul 1999 la un liceu seral din Sibiu , după ce încercase inutil cu un an în urmă să promoveze doi ani de studiu într-unul singur, solicitare ce i-a fost respinsă de către Ministerul Educației Naționale. 
În același an a obținut și titlul de doctor în limba romani în India, cu un studiu despre limba romani. A absolvit ulterior cursurile la distanță de la Facultatea de Management, Inginerie Economică în Agricultură și Dezvoltare Rurală din București, obținând diploma de inginer în managementul companiilor în anul 2004.
Iulian Rădulescu s-a autoproclamat "împărat al romilor de pretutindeni" cu numele de Iulian I și a fost încoronat la 9 august 1993. "Împăratul" a intrat în greva foamei la 12 mai 1995 acuzând guvernul român că îi etichetează pe romi cu apelativul de "țigani", termen considerat de el ca fiind rasist. Guvernul a luat această decizie pentru a înceta utilizarea termenului oficial de "romani" (pentru țigani) pentru că se făceau confuzii cu termenul de "români". Pentru rezolvarea situației, s-a înlocuit termenul de "romani" cu cel de "romi". După o perioadă de certuri cu "regele" Ion Cioabă, Iulian Rădulescu a semnat cu "regele" un pact neoficial de neagresiune la data de 10 februarie 1997. 
La data de 6 martie 1997, Iulian Rădulescu a anunțat că a emis un decret pentru crearea primului stat al minorității romilor, cu numele simbolic de Cem Romengo, în orașul Târgu Jiu, din sud-vestul României. În opinia sa, "acest stat are o valoare simbolică și nu aduce atingere suveranității și integrității teritoriale a României. Nu va avea armată și nici frontiere". El a solicitat statului român să li se recunoască țiganilor dreptul de proprietate asupra acestui teritoriu. 
În anul 2001, el și-a depus dosarul în vederea obținerii funcției de consilier pe problemele romilor pe lângă prefectul de Vâlcea, dar nu a fost numit în funcție.
Copiii săi, susține Iulian Rădulescu, sunt ingineri în domeniul electronicii, având o firmă de calculatoare la Los Angeles. 